# Брайант, Нана
На́на Бра́йант (англ. Nana Bryant; 23 ноября 1888[…], Цинциннати, Огайо — 24 декабря 1955[…], Голливуд, Калифорния) — американская актриса театра, кино и телевидения.

## Биография
Нана Ирен Брайант родилась 23 ноября 1888 года в городе Цинциннати (штат Огайо, США). Отца звали Джордж Брайант, мать — Луиза Перри. О детстве и юности будущей актрисы почти ничего не известно. В шестнадцать лет начала играть в летних театрах Лос-Анджелеса и Сан-Франциско, в 1924 году состоялся её дебют на Бродвее. С 1935 года начала сниматься в кино, с 1951 года в телесериалах. Амплуа — дамы высшего общества, старые девы — сплетницы, добрые матери.
Нана Брайант скончалась 24 декабря 1955 года в Голливуде (город Лос-Анджелес, штат Калифорния).
Личная жизнь
Нана Брайант была замужем дважды:
1. Финэс Тед МакЛэйн, создатель водевильных скетчей[4]. Брак заключён 29 июля 1907 года, в 1915 году последовал развод. Один ребёнок.
2. Клифф Томпсон. Брак заключён после 1915 года, в 1932 году последовал развод. Детей нет.

## Бродвей
- 1924—1925 — Зачинщик / The Firebrand — герцогиня
- 1926 — Больше никаких женщин / No More Women — Лорна Мортон
- 1926 — Дикая роза / The Wild Rose — графиня Найта
- 1926—1927 — Падре / The Padre — мадам Кузинэ
- 1927—1928 — Янки из Коннектикута[англ.] / A Connecticut Yankee — Фея Моргана
- 1932 — Эй, все! / Heigh-Ho, Everybody — Лина Баллок
- 1932 — Аист мёртв / The Stork is Dead — мадам Бридье
- 1932—1933 — Дюбарри / The Dubarry — Марешаль де Люксенбург
- 1933—1934 — Первое яблоко / The First Apple — Евангелина Карсон
- 1934 — Корабль приплывает / A Ship Comes In — миссис Шарлотта Стробридж
- 1934 — Малышка Помпадур / Baby Pompadour — Кора Хант Буханан
- 1945 — Свадьба — это для одиноких / Marriage Is for Single People — миссис Сибил Экуба

## Избранная фильмография
С 1935 по 1955 год Нана Брайант снялась более чем в 120 фильмах и сериалах, в т. ч. в 15 случаях без указания в титрах, а 5 фильмов были короткометражными. Преимущественно работала на кинокомпанию Columbia Pictures.

### Широкий экран
- 1935 — Перо в её шляпе[англ.] / A Feather in Her Hat — леди Дрейк
- 1935 — Преступление и наказание[англ.] / Crime and Punishment — мадам (в титрах не указана)
- 1936 — Король уходит[англ.] / The King Steps Out — Луиза
- 1936 — Познакомьтесь с Ниро Вульфом[англ.] / Meet Nero Wolfe — Сара Бэрстоу
- 1936 — Теодора сходит с ума[англ.] / Theodora Goes Wild — Этель Стивенсон
- 1936 — Манна небесная[англ.] / Pennies from Heaven — мисс Говард
- 1937 — Лига перепуганных мужчин[англ.] / The League of Frightened Men — Агнес Бёртон
- 1938 — Человек-доказательство[англ.] / Man-Proof — Мег Свифт
- 1938 — Полуночное вторжение[англ.] / Midnight Intruder — миссис Джон Кларк Рейтер-старшая
- 1938 — Приключения Тома Сойера / The Adventures of Tom Sawyer — мать Бекки Тэтчер
- 1938 — Без ума от музыки[англ.] / Mad About Music — Луиза Фьюзнот
- 1938 — Грешники в раю[англ.] / Sinners in Paradise — миссис Франклин Сидни
- 1938 — Выйти замуж за моряка[англ.] / Give Me a Sailor — миссис Минни Брюстер
- 1938 — На Запад с Харди[англ.] / Out West with the Hardys — Дора Норткот
- 1939 — Линкольн в Белом доме[англ.] / Lincoln in the White House — Мэри Тодд Линкольн (к/м)
- 1939 — Агент по шпионажу[англ.] / Espionage Agent — миссис Корвалл
- 1940 — Братец Крыс и малыш[англ.] / Brother Rat and a Baby — миссис Гарпер
- 1940 — Если бы я мог поступить по-своему[англ.] / If I Had My Way — Мэриан Джонсон
- 1941 — Несговорчивый дракон[англ.]* / The Reluctant Dragon — миссис Бенчли
- 1941 — Милая девушка?[англ.] / Nice Girl? — Мэри Писли
- 1941 — Один шаг в раю[англ.] / One Foot in Heaven — миссис Моррис
- 1941 — Корсиканские братья[англ.] / The Corsican Brothers — мадам Дюпре
- 1942 — Вызывая доктора Гиллеспи[англ.] / Calling Dr. Gillespie — миссис Маршалл Тодуэлл
- 1942 — Громовые птицы[англ.] / Thunder Birds — миссис Блейк
- 1943 — Палачи тоже умирают! / Hangmen Also Die! — миссис Хелли Новотны
- 1943 — Лучшие ножки вперёд[англ.] / Best Foot Forward — миссис Дэлримпл
- 1943 — Принцесса О’Рурк[англ.] / Princess O'Rourke — миссис Малвейни (в титрах не указана)
- 1943 — Песня Бернадетт / The Song of Bernadette — Мир Имберт (в титрах не указана)
- 1944 — Приключения Марка Твена[англ.] / The Adventures of Mark Twain — миссис Лэнгдон
- 1944 — Женщина из джунглей / Jungle Woman — мисс Грей
- 1944 — Прекрасная купальщица[англ.] / Bathing Beauty — Дин Клинтон
- 1944 — Брак — дело личное[англ.] / Marriage Is a Private Affair — медсестра
- 1944 — Не могу не петь / Can't Help Singing — миссис Карстэйрс (в титрах не указана)
- 1945 — Миллионы Брюстера[англ.] / Brewster's Millions — миссис Грей
- 1945 — Уикенд в «Уолдорфе»[англ.] / Week-End at the Waldorf — миссис Х. Дэвенпорт Дрю
- 1946 — Вирджинец[англ.] / The Virginian — миссис Вуд (в титрах не указана)
- 1947 — Одержимая / Possessed — Полин Грэм (в титрах не указана)
- 1947 — Вне подозрений / The Unsuspected — миссис Уайт
- 1947 — Опасные годы / Dangerous Years — мисс Темплтон
- 1948 — До свидания, мисс Тарлок[англ.] / Goodbye, Miss Turlock — мисс Тарлок, сельская школьная учительница (к/м, в титрах не указана)
- 1948 — Тайники души[англ.] / Inner Sanctum — миссис Митчелл
- 1948 — Целующийся бандит[англ.] / The Kissing Bandit — монахиня (в титрах не указана)
- 1948 — Хористки / Ladies of the Chorus — миссис Адель Кэрролл
- 1949 — Леди играет в азартные игры / The Lady Gambles — миссис Деннис Сатерленд
- 1950 — Ключ от города[англ.] / Key to the City — миссис Кэбот (в титрах не указана)
- 1950 — Три тайны[англ.] / Three Secrets — миссис Гилвин, надзирательница «Убежища» (в титрах не указана)
- 1950 — Давайте потанцуем[англ.] / Let's Dance — миссис Брайант (в титрах не указана)
- 1950 — Харви / Harvey — миссис Хейзел Чамли
- 1951 — Следуй за солнцем[англ.] / Follow the Sun — сестра Беатриса
- 1951 — Только отважные[англ.] / Only the Valiant — миссис Драмм
- 1951 — Блестящая победа[англ.] / Bright Victory — миссис Клэр Невинс
- 1954 — О миссис Лесли[англ.] / About Mrs. Leslie — миссис МакКэй
- 1955 — Частная война майора Бенсона[англ.] / The Private War of Major Benson — мать Редемпта

### Телевидение
- 1952—1953, 1955 — Видео-театр «Люкс»[англ.] / Lux Video Theatre — разные роли (в 3 эпизодах)
- 1952, 1955 — Наша мисс Брукс[англ.] / Our Miss Brooks — разные роли (в 3 эпизодах)
- 1953 — Телевизионный театр Крафта / Kraft Television Theatre — миссис Лукас (в эпизоде The Chess Game)
- 1953—1955 — Дайте место папочке[англ.] / Make Room for Daddy — Джулия Саммерс (в 6 эпизодах)
- 1954 — Топпер[англ.] / Topper — женщина (в эпизоде Sweepstakes)
- 1954 — Театр «Четыре звезды»[англ.] / Four Star Playhouse — миссис Деринг (в эпизоде Interlude)
- 1954—1955 — Телевизионный театр Форда[англ.] / Ford Television Theatre — тётя Клара (в 2 эпизодах)
- 1954—1955 — Письмо Лоретте[англ.] / Letter to Loretta — разные роли (в 2 эпизодах)
- 1955 — Театр «Файрсайд»[англ.] / Fireside Theatre — миссис Холмс (в эпизоде The Failure)

### Исполнение песен
- 1940 — Если бы я мог поступить по-своему[англ.] / If I Had My Way — исполнение песни The Pessimistic Character (With The Crab Apple Face)
- 1945 — Миллионы Брюстера[англ.] / Brewster's Millions — исполнение песни The Gold Diggers' Song (We're in the Money)
- 1948 — Хористки / Ladies of the Chorus — исполнение песни You're Never Too Old
- 1953 — Дайте место папочке[англ.] / Make Room for Daddy — исполнение двух песен в эпизоде Mother-in-Law